# Муциев, Арби Шамильевич
Арби Шамильевич Муциев (род. 14 сентября 1993 года в Шу, Казахстан) — казахстанский профессиональный игрок в русский бильярд, мастер спорта РК. Многократный чемпион Казахстана и серебряный призер чемпионата мира по комбинированной пирамиде (2016), бронзовый призёр чемпионата мира в парном зачете по свободной пирамиде (2016).

## Биография и карьера
Родился в городе Шу, Жамбылской области, в 9 лет переехал в Алматы и начал свою карьеру в бильярде. Благодаря семье пришел в бильярд.
Занимается тренерской деятельностью в городе Алматы. Женат.

## Наиболее значимые достижения в карьере
- В 2010 году стал бронзовым призёром чемпионата мира среди юниоров по свободной пирамиде.
- В 2011 году стал чемпионом Казахстана по свободной пирамиде.
- В 2016 году стал серебряным призёром чемпионата мира по комбинированной пирамиде.
- В 2016 году стал бронзовым призёром чемпионата мира в парном зачете по свободной пирамиде.
- В 2017 году стал чемпионом Казахстана по комбинированной пирамиде.
- В 2017 году стал чемпионом Казахстана по свободной пирамиде.
- В 2018 года стал чемпионом Казахстана по комбинированной пирамиде
- В 2022 году стал чемпионом Казахстана по свободной пирамиде (с продолжением)
- В 2022 году стал победителем кубка лиги чемпионов по свободной пирамиде в Москве.
- В 2023 году стал обладателем кубка Казахстана по комбинированной пирамиде.
- В 2023 году стал чемпионом Казахстана по свободной пирамиде.